# بروموکرزول سبز
بروموکروزول سبز (به انگلیسی: Bromocresol green) یک ترکیب شیمیایی با شناسه پاب‌کم ۶۴۵۱ است. که جرم مولی آن ۶۹۸٫۰۲ g/mol می‌باشد. 